# Metrovías
Metrovías est une société privée argentine de transport ferroviaire exploitant de la ligne dite Urquiza du chemin de fer General Urquiza. Entre 1994 et 2021, elle a exploité directement le réseau du métro de Buenos Aires (et continue de le faire indirectement puisque le nouveau concessionnaire, Emova, est détenu par Metrovías elle-même et son groupe mère, Roggio SA).

## Histoire

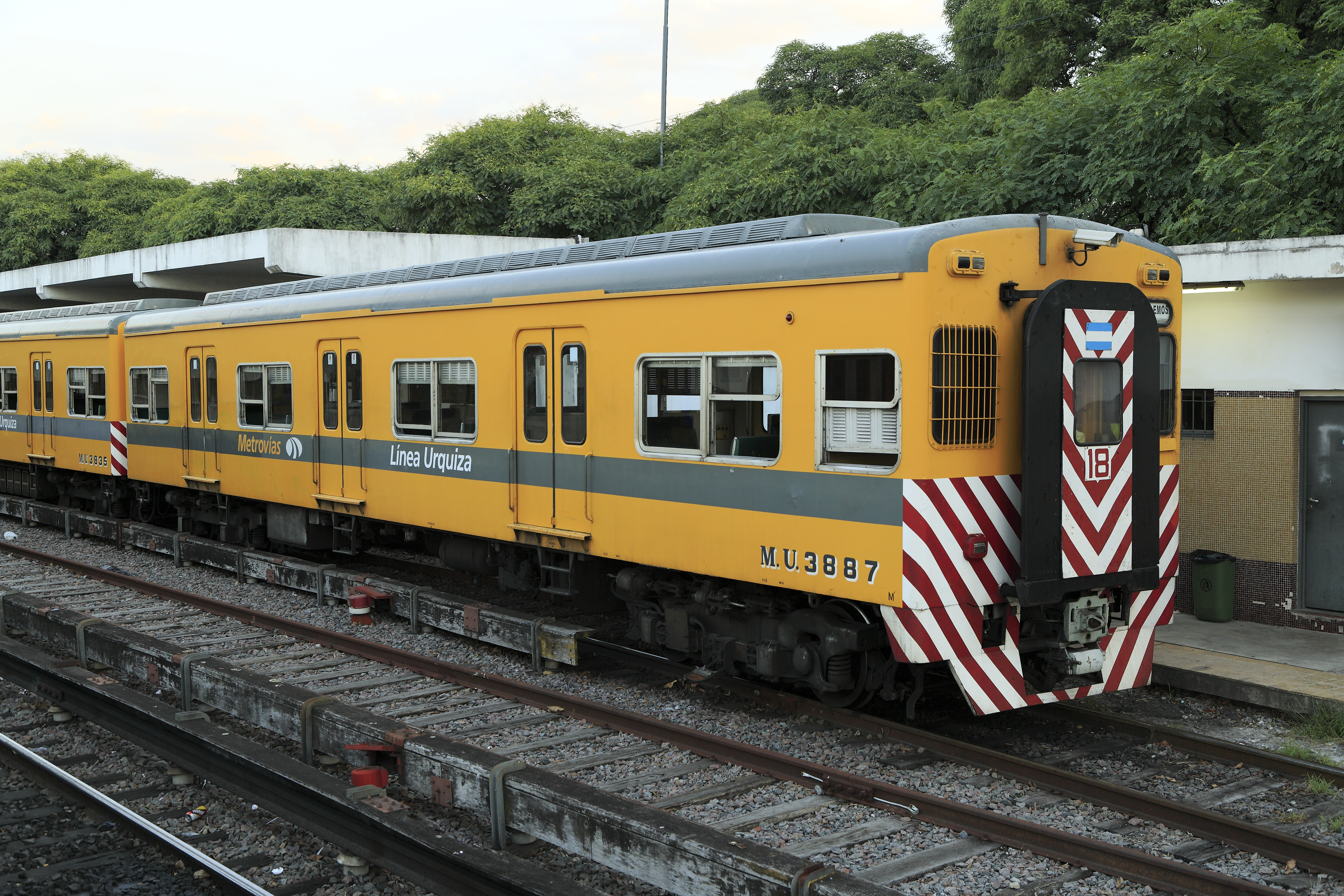
Train de la ligne Urquiza des chemins de fer métropolitains.

Au début des années 1990, le président de l'époque, Carlos Saúl Menem, a lancé un processus de privatisation des services publics qui, jusqu'alors, étaient détenus par l'État argentin.
Metrovías commence à exploiter l'ensemble du réseau souterrain le 1er janvier 1994, lorsque cette responsabilité a été retirée à Subterráneos de Buenos Aires (SBASE), une entreprise publique du gouvernement de la ville de Buenos Aires, propriétaire du réseau et de la ligne Urquiza, qui était exploitée par l'État argentin par le biais de Ferrocarriles Metropolitanos (FEMESA) et, auparavant, par Ferrocarriles Argentinos.
En 2004, le gouvernement argentin retire à Metropolitano son activité sur le chemin de fer General San Martín pour cause de mauvais service et de manque d'investissement. Pour exploiter cette ligne, la Unidad de Gestión Operativa Ferroviaria de Emergencia (UGOFE) est créée et reprend le service le 7 janvier 2005. L'UGOFE est composée du gouvernement national, de Metrovías et des concessionnaires des lignes restantes dans la zone métropolitaine : Ferrovías et Trenes de Buenos Aires (TBA).
Le 22 mai 2007, Metropolitano a également vu son contrat pour les lignes Belgrano Sur et Roca résilié. L'UGOFE a ensuite repris la concession du service de transport de passagers pour les deux lignes par les décrets 591/2007 et 592/2007.
Le 12 février 2014, le gouvernement argentin officialise le transfert des lignes ferroviaires métropolitaines Mitre et San Martín (qui, au cours de l'année 2013, ont été transférées à la SOFSE, mais ont continué à être exploitées par l'UGOFE) au groupe Roggio, dont Metrovías est membre,.

## Interruptions de service
Le service est fréquemment interrompu par des manifestations syndicales ou des incidents (accidents, personnes en panne, etc.). En 2009, il y avait un conflit syndical par semaine, tandis qu'on comptait un conflit tous les neuf jours ouvrables en 2012. Le 7 décembre 2016, le décès d'un opérateur par électrocution entraîne un arrêt total du service pendant 24 heures. 